# Castle Donington
Castle Donington es una localidad situada en Leicestershire, Inglaterra (Reino Unido). Tiene una población estimada, a mediados de 2019, de 7266 habitantes.
Está ubicada al oeste de la región Midlands del Este, cerca de la frontera con la región de Midlands del Oeste, de la ciudad de Leicester y de los montes Peninos.